# 헬렌 셰홀름
헬렌 셰홀름(Helen Sjöholm, 1970년 7월 10일 ~ )은 스웨덴의 가수이다.